# Cannon House Office Building
Cannon House Office Building är en byggnad i området United States Capitol Complex i den amerikanska huvudstaden Washington, D.C. och är en av tre kontorsfastigheter för medlemmar i USA:s representanthus. Den ägs och underhålls av den federala myndigheten Architect of the Capitol. Byggnaden ritades av arkitekten Thomas Hastings och byggnaden stod färdig 1908. Den är namngiven efter talmannen Joseph Gurney Cannon.